# Bent Schmidt-Nielsen
Bent Schmidt-Nielsen (født 10. marts 1938 i Hejnsvig, død juli 2025 på Frederiksberg) var en dansk fysiker, som var rektor for Den Kgl. Veterinær- og Landbohøjskole fra 1987 til 2002.
Schmidt-Nielsen, der var lærersøn, blev student fra Kolding Gymnasium i 1957 og cand.mag. i kernefysik fra Aarhus Universitet i 1966. Han blev i 1968 ansat som amanuensis ved Fysisk Institut på Landbohøjskolen, blev lektor sammme sted 1972, prorektor i 1985 og fra 1987 rektor for Den Kgl. Veterinær- og Landbohøjskole. Han forlod posten i 2002.
Ved siden af sit virke var han 1997-2000 præsident for den internationale sammenslutning af landbrugsuniversiteter i Europa, ligesom han stod i spidsen for et tættere samarbejde mellem nordiske veterinær- og landbrugsuniversiteter. I 2008 modtog han en æresdoktorgrad ved Sveriges Lantbruksuniversitet.
Han havde desuden flere tillidshverv, blandt var han bestyrelsesformand for Det Danske Forskningsnet 1998-2003 og for Frederiksberg Gymnasium 2002-2005.
Han var kommandør af Dannebrog.